# Okresní soud v Rokycanech
Okresní soud v Rokycanech je okresní soud se sídlem v Rokycanech, který je co do počtu soudců jeden z nejmenších českých okresních soudů a jehož odvolacím soudem je Krajský soud v Plzni. Soud se nachází spolu s okresním státním zastupitelstvím v bloku domů s bezbariérovým přístupem v Jiráskově ulici. Rozhoduje jako soud prvního stupně ve všech trestních a civilních věcech, ledaže jde o specializovanou agendu (nejzávažnější trestné činy, insolvenční řízení, spory ve věcech obchodních korporací, hospodářské soutěže, duševního vlastnictví apod.), která je svěřena krajskému soudu.

## Soudní obvod
Obvod Okresního soudu v Rokycanech se shoduje s okresem Rokycany, patří do něj tedy území těchto obcí:
Bezděkov •
Břasy •
Březina •
Bujesily •
Bušovice •
Cekov •
Čilá •
Dobřív •
Drahoňův Újezd •
Ejpovice •
Hlohovice •
Holoubkov •
Hrádek •
Hradiště •
Hůrky •
Cheznovice •
Chlum •
Chomle •
Kakejcov •
Kamenec •
Kamenný Újezd •
Kařez •
Kařízek •
Klabava •
Kladruby •
Kornatice •
Lhota pod Radčem •
Lhotka u Radnic •
Liblín •
Líšná •
Litohlavy •
Medový Újezd •
Mešno •
Mirošov •
Mlečice •
Mýto •
Němčovice •
Nevid •
Osek •
Ostrovec-Lhotka •
Plískov •
Podmokly •
Příkosice •
Přívětice •
Radnice •
Raková •
Rokycany •
Sebečice •
Sirá •
Skomelno •
Skořice •
Smědčice •
Strašice •
Svojkovice •
Štítov •
Těně •
Terešov •
Těškov •
Trokavec •
Týček •
Újezd u Svatého Kříže •
Vejvanov •
Veselá •
Vísky •
Volduchy •
Všenice •
Zbiroh •
Zvíkovec